# Hisham III
Hisham ben Muhammad o Hisham III, (en árabe: المعتد بالله” هشام بن محمد), (Córdoba, 975-Lérida, 1036). Duodécimo y último califa del Califato de Córdoba, desde 1027 hasta 1031. Hermano de Abderramán IV, el que fuera séptimo califa del califato cordobés, el omeya Hisham III ocupó el trono cordobés tras permanecer este vacante durante casi un año tras la revuelta que expulsó al gobernador del califa hammudí Yahya al-Muhtal, que residía en Málaga.
Proclamado califa en Alpuente el 4 de junio de 1027 adoptó el título de Al-Muttad bi-llah (El que confía en Alá), pero no tuvo prisa por entrar en Córdoba hasta diciembre de 1029. Inmediatamente delegó las tareas de gobierno en su primer ministro, el visir Hakam ben Said, quien prácticamente provocó la quiebra económica del reino al imponer un aumento de impuestos que los ulemas consideraron contrario a la ley coránica. Por ello, estos alentaron un levantamiento popular que, tras asesinar al visir, provocó el destierro de Hisham III. Este se refugió en la zona de Lérida, probablemente en Balaguer, donde falleció en 1036. Se puso así fin al califato de Córdoba, abriéndose el periodo de los reinos taifas.
| Predecesor: Interregno (Yahya al-Muhtal) | Califa de Córdoba 1027-1031 | Sucesor: Abolición del califato (reinos de taifas) |